# Commission des transports du Québec
 (janvier 2020).
La Commission des transports du Québec (CTQ) est un organisme québécois relevant du Ministère des Transports du Québec. Elle agit à la fois à titre de tribunal administratif et d'organisme de régulation économique dans certains domaines du transport,.

## Histoire
Elle est créée en le 8 juillet 1972 en vertu de la Loi des transports en remplacement de la Régie des transports du Québec qui est abolie,,.

## Mandat et compétences
Son mandat comme tribunal administratif consiste à enquêter et, au besoin, à rendre des décisions relativement à des comportements pouvant compromettre la sécurité routière ou l'intégrité du réseau routier. La Commission peut, par le fait-même, suspendre ou révoquer tout permis lorsque son titulaire ne l'exploite pas en conformité avec la loi, notamment concernant les propriétaires, exploitants et conducteurs de véhicules lourds. En tant qu'organisme de régulation, la Commission reçoit les demandes d'obtention, de modification ou de transfert de permis de la part des citoyens en tenant compte notamment des connaissances et de l'expérience du demandeur ainsi que du potentiel de rentabilité. La Commission fixe également les tarifs relatifs au transport par taxi.
Les champs de compétence de la Commission sont le transport par véhicule lourd, le camionnage en vrac, le transport par taxi, le transport par autobus, le transport ferroviaire et le transport maritime. 